# Bernard Zinck
Pour les articles homonymes, voir Zinck.
Bernard Zinck, (né à Tours, le 30 mai 1965) est un violoniste et pédagogue français installé aux États-Unis depuis 1995. Il joue sur le violon surnommé « Fiebelmann », considéré comme l’un des meilleurs instruments du luthier italien Giovanni Battista Rogeri (en).

## Jeunesse et éducation
Bernard Zinck est né à Tours, France, le 30 mai 1965. Ses parents, tous deux professeurs d’anglais, se sont rencontrés en 1952 à Londres lors du couronnement de la Reine Elisabeth II, alors qu’ils finissaient leurs études de doctorat.
À l’âge de six ans, il commence ses études de musique au conservatoire national de région de Tours. À seize ans, en 1981, il entre au Conservatoire national supérieur de musique de Paris, où il étudie avec Gérard Poulet et Geneviève Joy-Dutilleux. Après ses trois années d’études, il obtient deux premiers prix de violon et de musique de chambre.
Après avoir intégré l’orchestre des Lauréats du Conservatoire dont il reste membre pendant trois ans, il part se perfectionner aux États-Unis en 1987. Parrainé par la Fondation Fulbright, il rentre à la Juilliard School de New York dans les classes de violon et de musique de chambre de Joseph Fuchs et Felix Galimir (en). Après avoir obtenu un Bachelor of Music en 1991 et un Master of Music en 1992, il rentre en France ; en 1992 il remporte le Prix de la Fondation Yehudi Menuhin à Paris. Décidant de retourner aux États-Unis pour approfondir sa réflexion musicale, il intègre le programme de doctorat de l’université Temple à Philadelphie et y obtient son Doctorat en Performance Musicale (DMA) en 2006. Il consacre sa thèse au célèbre violoniste créole, le Chevalier de Saint-George, surnommé au cours de l’histoire le Mozart noir.
Parallèlement à ses études au Conservatoire national supérieur de musique de Paris et à la Juilliard School, il a aussi étudié avec Tibor Varga à Sion, Maya Glezarova (en) et Géza Kapás à Tours, Nathan Milstein à Zurich et Lewis Kaplan au Bowdoin International Music Festival.

## Carrière de concertiste
En 1989, invité par Florian Hollard, Zinck fait ses débuts de soliste en interprétant le concerto de Tchaikovsky avec l’orchestre symphonique de Tours (OST). Peu de temps après, il joue le Concerto pour deux violons de Bach avec Pierre Amoyal. L’agent Thérèse Darras (Musicaglotz) présente au concert, lui propose de guider sa carrière et commence à travailler avec lui. Avec le prix de la Fondation Yehudi Menuhin en 1992, sa carrière prend une nouvelle dimension et Yehudi Menuhin l’invite à participer à ses festivals. Depuis, son talent et son sens de l’interprétation lui permettent de jouer comme soliste ou chambriste en Europe, en Amérique du Nord, en Asie, au Brésil, au Mexique et en Haïti.
Il collabore avec des pianistes, tels Elena Abend, Racha Arodaki, Lucia Barrenechea, François Chaplin, David Korevaar, Irène Kudela, Denis Pascal, May Phang, David Selig et François Weigel. Il aime aussi à élargir ses collaborations artistiques avec des danseurs comme la Erick Hawkins (en) Dance Company, Simone Ferro, et le UWM Dance Department (Université du Wisconsin à Milwaukee).
À Paris, Zinck s’est produit au Théâtre de l'Athénée Louis-Jouvet, au Théâtre du Châtelet, Théâtre du Musée Grévin, au Festival de Montmartre, et ailleurs en France, aux Flâneries musicales de Reims, à La Grange de Meslay, aux Musicales de Montsoreau,, au Festival Radio-France à Montpellier, aux Rencontres Musicales de Calenzana, au Théâtre impérial de Compiègne, et dans les cathédrales d’Alençon, Clamecy, Le Mans, Sées et Tours ; en Europe, au Brighton Arts, Mozarteum de Salzbourg, Académie Liszt de Budapest, Festival d’Orgues Euregio Maas-Rijn en Hollande, Festival Szymanowski à Zakopane et Trappani en Sicile, Basilica San Clemente à Rome et Orsanmichele Chiesa à Florence, Théâtre Oscar Peterson de Montréal (Canada), Weill Hall à Carnegie Recital Hall, la National Gallery et The Phillips Collection à Washington, Dame Myra Hess Series au Centre Culturel et Rush Hour Concerts à la cathédrale St James de Chicago, au Santa Fé Concert Association (États-Unis), Sala Cecília Meireles de Rio de Janeiro et le Festival International de Musique de Chambre de Paraíba (Brésil), Oji Hall et  Shirakawa Hall (Japon). 
À Paris, Zinck a donné la première audition du Concertino pour violon et cordes, op. 14 no 1 de Chebaline, avec l’Orchestre national de la Garde Républicaine. Il s’est produit en soliste avec de nombreux orchestres dont l’orchestre philharmonique de Hongrie, l’orchestre national de Bohème, l’orchestre de la Radio et Télévision Roumaine, les orchestres symphoniques du Nouveau-Mexique et de San Juan, l’Orquesta Sinfónica de Chihuahua, et les orchestres de Porto Alegre, Unisinos, Caxias et Camargo Guarnieri au Brésil.
Son jeu et sa musicalité ont été décrits en ces termes : « justesse impeccable » et « technique sans failles ». Le Strad Magazine note un « son rond et opulent » et un « vibrato amenant des moments d’une parfaite jubilation », tandis que le magazine Fanfare est impressionné par le « chatoiement chantant, sensuel, scintillant et somptueux » de son jeu, que Pierre Petit du Figaro résume par l’expression « violon solaire ».

## Instrument
Depuis 2002, Bernard Zinck joue sur un instrument surnommé le « Feibelmann », un violon du luthier Giovanni Battista Rogeri (en), datant de 1690 – un achat qui a été rendu possible grâce au soutien de la Bass family. Il possède aussi un violon de Joseph Klotz (en), datant de 1779, et un archet de Joseph Henry datant de 1860.

## Carrière pédagogique
Zinck est actuellement professeur titulaire de violon (Associate Professor of Violin) et directeur du département de musique de chambre à l’université du Wisconsin à Milwaukee. Il est aussi directeur artistique et cofondateur du Lakeside Chamber Music, un stage qui se déroule dans l’Illinois et en Touraine. En 2018, la Civic Music Association de Milwaukee lui décerne le prix « Excellence in Studio Teaching ». 
Il commence sa carrière d’enseignant à l’université du Nouveau-Mexique à Albuquerque. Il a aussi fait partie de l’équipe pédagogique de nombreux stages comme l’académie d’été de la Hochschule de Cologne à Montepulciano, la Lyric Academy de Rome et le Tuscia Operafestival en Italie, MusicAlps à Courchevel, stage estival de Holy Trinity en Haïti, et le Eastern Music Festival où il est invité en tant que « Distinguished Teaching Artist » en 2019. En raison de la pandémie du COVID-19, il ne pourra pas enseigner dans le cadre de l’académie d’été de Flaine mais sera au rendez-vous en 2021.
Depuis 2010, dans la lignée de Yehudi Menuhin, Zinck organise des concerts et conférences gratuits dans des lieux inédits amenant ainsi au-delà des salles de concerts la musique à des publics de seniors et d’enfants.

## Discographie
- Karol Szymanowski, L’Œuvre complète pour violon et piano - David Selig, piano (janvier 1997, Ligia Digital 0302055)[30] (OCLC 658827552)
- Live From France, récital violon et violoncelle : Ravel, Kodály, Bach, Ysaÿe - Michal Schmidt, violoncelle (Musical Heritage Society, 1999) (OCLC 45226014)
- Uncommon Voices[31]: Music of Burt Levy and Yehuda Yannay (Musical Heritage Society, 2000) (OCLC 428699188)

Un de ses concerts (Rush Hour concerts à Chicago Summer 2008) est diffusé sur la chaîne américaine NBC, dans le programme Nightly News with Brian Williams.

## Publications
- The Chevalier de Saint-George: His Violin Style and Eighteenth-Century Musical Aesthetics[33] (Modern Austrian Masters, 2007) (OCLC 123061105)

En 2006, il écrit sa thèse de doctorat : Le Chevalier de Saint-George: son style violonistique et l’esthétique musicale du XVIIIe siècle en France. Sa thèse se concentre sur le Chevalier de Saint-George, violoniste créole qui représente l’école française de violon à la fin du XVIIIe siècle,. Zinck présente cette figure emblématique du Siècle des Lumières, ainsi que ses œuvres pour violon qu’il a étudié et joué à Montréal, lors du mois des Fiertés de l’Histoire Noire, au Festival de la Francophonie de Chicago, et dans le cadre de la conférence triennale de EACLALS à Venise.
En 2016, il écrit un article Coping and recovering from Injuries qui est publié par le String Magazine : First Person by Performing Injuries in Performing Arts: Coping and Recovering, Strings Magazine, avril 2016 (DMA Thesis, Temple University, Philadelphia, 2006).

## Récompenses et prix
- 1986 : Bourse du Conseil Général d’Indre-et-Loire
- 1987 : Fulbright Foreign Student Program Award, Juilliard School[1]
- 1992 : Prix de la Fondation Yehudi Menuhin, Paris[1]
- 1995 : Russell Conwell Fellowship, Université Temple
- 2000 : Who’s Who Among Students in American Universities and Colleges
- 2006 : Who’s Who Among Students in American Universities and Colleges
- 2013 : UWM Student Success Award (demonstrating continuous dedication to the academic success of learners as recognized by UWM students)
- 2018 : Prix “Excellence in Studio Teaching”, Civic Music Association, Milwaukee

## Vie privée
Bernard Zinck et son mari Bernard Garbo se partagent entre leurs résidences de Milwaukee et Candes St Martin, où Zinck s’investit pour promouvoir l’association Joy-Dutilleux,.